# Бывалино (Путивльский район)
Бывалино (укр. Бувалине) — село,
Бунякинский сельский совет,
Путивльский район,
Сумская область,
Украина.
Код КОАТУУ — 5923881003. Население по переписи 2001 года составляло 23 человека.

## Географическое положение
Село Бывалино находится на расстоянии в 1,5 км от села Новая Слобода и в 2-х км от села Бруски.
По селу протекает пересыхающий ручей с запрудой.
К селу примыкают лесные массивы.

## История
Жителей села Бывалино относят к субэтнической группе горюнов
В 1939 году к селу Бывалино была присоединена соседняя деревня Алеево.